# 20106 Morton
20106 Morton este o planetă minoră (asteroid), cu un diametru de 3,183 km, din centura de asteroizi. A fost descoperită pe 20 august 1995 la National Research Council Canada⁠(d) de David D. Balam. 
Obiectul prezintă o orbită caracterizată de o semiaxă mare de 2,6445218 UAi, o excentricitate de 0,16, o înclinație de 13,34846 ° în raport cu ecliptica.